# Kim Won-Jin
Kim Won-Jin (en coreano: 김원진; 1 de mayo de 1992) es un deportista surcoreano que compite en judo.
Participó en tres Juegos Olímpicos de Verano entre los años 2016 y 2024, obteniendo una medalla de bronce en París 2024 en la prueba de equipo mixto. En los Juegos Asiáticos de 2014 consiguió una medalla de bronce.
Ganó dos medallas en el Campeonato Mundial de Judo, en los años 2013 y 2015, y tres medallas en el Campeonato Asiático de Judo entre los años 2013 y 2022.

## Palmarés internacional
| Juegos Olímpicos    | Juegos Olímpicos        | Juegos Olímpicos  | Juegos Olímpicos |
| Año                 | Lugar                   | Medalla           | Categoría        |
| ------------------- | ----------------------- | ----------------- | ---------------- |
| 2024                | París (Francia)         | Medalla de bronce | Equipo mixto     |
| Campeonato Mundial  |                         |                   |                  |
| Año                 | Lugar                   | Medalla           | Categoría        |
| 2013                | Río de Janeiro (Brasil) | Medalla de bronce | –60 kg           |
| 2015                | Astaná (Kazajistán)     | Medalla de bronce | –60 kg           |
| Juegos Asiáticos    |                         |                   |                  |
| Año                 | Lugar                   | Medalla           | Categoría        |
| 2014                | Incheon (Corea del Sur) | Medalla de bronce | –60 kg           |
| Campeonato Asiático |                         |                   |                  |
| Año                 | Lugar                   | Medalla           | Categoría        |
| 2013                | Bangkok (Tailandia)     | Medalla de plata  | –60 kg           |
| 2015                | Kuwait (Kuwait)         | Medalla de oro    | –60 kg           |
| 2022                | Nursultán (Kazajistán)  | Medalla de plata  | –60 kg           |